# Blue Township
Blue Township est un ancien township, situé à l'ouest, du comté de Jackson, dans le Missouri, aux États-Unis,.
Le township fondé en 1827 était situé à proximité de la rivière Blue (en), un affluent de la rivière Missouri.

### Source de la traduction
- (en) Cet article est partiellement ou en totalité issu de l’article de Wikipédia en anglais intitulé « Blue Township, Jackson County, Missouri » (voir la liste des auteurs).